# 2016年リオデジャネイロオリンピックのスロバキア選手団
2016年リオデジャネイロオリンピックのスロバキア選手団（2016ねんリオデジャネイロオリンピックのスロバキアせんしゅだん）は、2016年8月5日から8月21日にかけてブラジルのリオデジャネイロで開催された2016年リオデジャネイロオリンピックのスロバキア選手団、およびその競技結果。

## 概要
今大会は金メダル2個、銀メダル2個、合計4個のメダルを獲得した。
陸上男子50km競歩でマテイ・トートが金メダルを獲得した。スロバキア選手の陸上競技でのメダル獲得は史上初。

## メダル
| メダル | 選手名                                                                  | 競技   | 種目          |
| ------ | ----------------------------------------------------------------------- | ------ | ------------- |
| 金     | マテイ・トート                                                          | 陸上   | 男子50km競歩  |
| 金     | ラディスラフ・スカンタール ペテル・スカンタール                         | カヌー | 男子C-2       |
| 銀     | マテイ・ベニュシュ                                                      | カヌー | 男子C-1       |
| 銀     | デニス・ミシャーク エリック・ヴルチェク ユライ・タル ティボール・リンカ | カヌー | 男子K-4 1000m |